# شهریارک فلورس
شهریارک فلورس (نام علمی: Symposiachrus sacerdotum) نام یک گونه از سرده شهریارک‌های رنگ‌پریده است.